# インフォデミック
インフォデミック（英: infodemic）とは、ソーシャルメディアなどを通じて、不確かな情報と正確な情報が急激に拡散される現象のこと。情報を意味する「インフォメーション」と、感染症などが一定の集団や地域内での急激な増加を意味する「エピデミック」を合わせた造語。2019年末からの新型コロナウイルス感染症の世界的蔓延に伴い、注目されるようになった。
2020年2月、世界保健機関 (WHO) は新型コロナウイルス (SARS-CoV-2)について、人々が必要とするときに、信頼できる情報源と信頼できるガイダンスを得るのを困難にする情報が過剰に報告されており、正確な情報と事実に反した誤情報が混在している状況となっていることから、「大量情報伝染（たいりょうじょうほうでんせん、英: massive infodemic）」を宣言した。
WHOはまた、"infodemiology "という用語を、"infodemic "を参照しながら "infodemic に対処する科学 "と定義し、G. Eysenbachによるinfodemiologyのより広範で以前の定義を縮小した。